# Ранко Попович
Ранко Попович (серб. Ranko Popović / Ранко Поповић, Сербо-хорватська вимова: [râːŋko pǒpoʋitɕ]; нар. 26 червня 1967, Печ) — сербський футболіст, що грав на позиції захисника. По завершенні ігрової кар'єри — тренер.

## Ігрова кар'єра
Народився 26 червня 1967 року в місті Печ. Юнацький шлях він почав в 1978 році в команді «Беса» (Печ). Через десять років він перейшов на професійний рівень в складі «Партазана» з Белграда, хоча зіграв за нього протягом чотирьох сезонів тільки двічі, граючи натомість в оренді за «Леотар».
Після розпаду Югославії у 1992 році став гравцем «Спартака» (Суботиця), у складі якого зіграв у першому розіграші чемпіонату Союзною Республіки Югославія, де провів два сезони. У 1994 році серб переїхав до Греції, де протягом сезону виступав за «Етнікос» (Пірей), а потім підписав контракт з «Альмерією», втім в обох командах не був основним гравцем.
Грати постійно в основному складі Ранко зміг тільки з 1997 року в австрійському «Штурмі» (Грац). Там він провів повних чотири сезони, вигравши за цей час з командою два національних чемпіонати, один Кубок і два Суперкубка Австрії.
Завершив професійну ігрову кар'єру у клубі «Арнфельс», де був граючим тренером

## Кар'єра тренера
2003 року повернувся в «Штурм» (Грац), де став помічником головного тренера, свого співвітчизника Михайла Петровича. У 2006 році з ним же став працювати у японському «Санфречче Хіросіма».
Першим самостійним тренерським досвідом стала «Спартак-Златибор Вода», яку Ранко очолював у 2007—2009 роках, а 2009 року очолив японську команду «Ойта Трініта», яка мала невдалу серію з чотирнадцяти поразок поспіль. Ранко виправив гру — перших шести матчах команда виграла лише один раз, але в останніх десяти матчах сезону вона не програла жодного разу (5 перемог і 5 нічиїх). Втім команда скоро опинилася на межі банкрутства, у зв'язку з чим Ранко відпустили.
15 грудня 2010 року серб став наставником іншої місцевої команди «Матіда Зельвія» з третього за рівнем дивізіону і вивів команду до другого дивізіону, а ще через рік почав працювати головним тренером в клубі вищого дивізіону «Токіо». 2014 року став головним тренером іншої команди еліти «Сересо Осака» і з обома командами брав участь у Лізі чемпіонів АФК.
24 листопада 2014 року Попович очолив іспанський клуб «Реал Сарагоса». З командою зайняв 6-те місце у Сегунді 2014/15, але у фіналі плей-оф за вихід в еліту клуб програв «Лас-Пальмасу» (3:1, 0:2). Незважаючи на невдачу, контракт із сербом було продовжено, але наступного сезону результати команди були ще гіршими і 20 грудня 2015 року Попович був звільнений після поразки 1:3 від «Хімнастіка» (Таррагона).
25 серпня 2016 року очолив «Бурірам Юнайтед», з яким став фіналістом Кубка тайської ліги, але фінальний матч був скасований через смерть короля країни Пуміпона Адульядета і обидві команди розділили титул. 10 червня 2017 року за взаємною згодою серб покинув клуб, коли команда була на першому місці в чемпіонаті.
25 вересня 2017 року став головним тренером клубу індійської Суперліги «Пуне Сіті». З командою за підсумками сезону 2017/8 зайняв 4-те місце, найвище в історії команди, а в кінці травня 2018 року оголосив про свій відхід з команди після успішного сезону.
Натомість Попович повернувся до Австрії, де незабаром очолив австрійський «Санкт-Пельтен».

## Досягнення

### Як гравця
- Чемпіон Австрії: 1997/98, 1998/99
- Володар Кубка Австрії: 1998/99
- Володар Суперкубка Австрії: 1998, 1999

### Як тренера
- Учасник Суперкубка Японії: 2012
- Володар Кубка тайської ліги: 2016